# Sony Xperia XZ
Sony Xperia XZ是索尼於2016年9月1日正式發表的旗艦手機，乃继Sony Xperia X Performance后所发表的机型。与其一同发布的还有主打小屏幕的Sony Xperia X Compact。
XZ搭载5.2吋屏幕、高通Snapdragon 820处理器、3GB内存，2300万24mm G鏡頭，支持IP65/68级防水，五轴EIS電子防震，配备指紋感應器和全新的三重影像传感技术。
XZ於2016年9月30日在臺灣發售。

## 颜色
顏色包括：
| 顏色 | 名稱     | 英語          | 備註                                         |
| ---- | -------- | ------------- | -------------------------------------------- |
|      | 礦物黑   | Mineral Black |                                              |
|      | 白金     | Platinum      |                                              |
|      | 森林藍   | Forest Blue   |                                              |
|      | 山茶花粉 | Deep Pink     | 背蓋上下為塑膠材質，而非其他色系之鋁合金材質 |

## 得獎
在台湾，根據ePrice比價王所舉辦的「2016年度風雲機」，Xperia XZ拿下「年度拍照旗艦」、「年度最美外型」，另外索尼亦獲得「年度人氣品牌」。

## 外部連結
- Xperia™ XZ 台湾地区官方网站（页面存档备份，存于）
- Xperia XZ 香港地区官方网站（页面存档备份，存于）
- Xperia XZ 中国大陆地区官方网站（页面存档备份，存于）